# Trosteaneț, Mîkolaiiv
Trosteaneț (în ucraineană Тростянець) este un sat în comuna Brodkî din raionul Mîkolaiiv, regiunea Liov, Ucraina.

## Demografie
Componența lingvistică a localității Trosteaneț
     Ucraineană (99,82%)
Conform recensământului din 2001, majoritatea populației localității Trosteaneț era vorbitoare de ucraineană (99,82%), existând în minoritate și vorbitori de alte limbi.